# Жуковський Микола Єгорович
Мико́ла Єго́рович Жуко́вський (5 (17) січня 1847, с. Орєхово (нині Владимирської області) — 17 березня 1921, Москва) — російський науковець, творець аеродинаміки як науки, основоположник сучасної гідро- й аеромеханіки, член-кореспондент Петербурзької АН з 1894 року.

## Біографія
Народився в селі Орєхово під Владимиром (нині Собінський район Владимирської області) в родині інженера. Навчаючись у гімназії, Жуковський мріяв стати інженером залізниці, вчитися в Петербурзькому інституті шляхів сполучення, але це його батьки не могли собі фінансово дозволити.
М. Є. Жуковський вступив до Московського університету на фізико-математичний факультет. По закінченні університету в 1868 році намагався вчитися в Петербурзькому інституті шляхів сполучення, але неуспішно. Працює над дисертацією, викладає в жіночій гімназії, у Московському вищому технічному училищі. Тут він створив кафедру «Теоретична механіка», аеродинамічну лабораторію, навчив багато відомих згодом конструкторів літаків, авіаційних двигунів. Серед його учнів Я. Д. Аккерман, О. О. Архангельский, М. Б. Делоне, М. А. Артем'єв, Л. С. Лейбензон, О. І. Некрасов.
У 1882  та 1886 роках, у зв'язку з висунутою тоді технічною проблемою створення суден з реактивними двигунами, вчений запровадив методи розрахунку впливу на ємність затікаючої і витікаючої рідини. Важливим питанням гідродинаміки була присвячена магістерська дисертація «Кінематика рідкого тіла» (1876). Теоретичні й експериментальні дослідження складного явища гідравлічного удару дозволили Жуковському М. Є. дати закінчену теорію гідравлічного тарану.
Роботи Жуковського в галузі аеродинаміки стали джерелом основних ідей, на яких будується авіаційна наука. Він всебічно дослідив динаміку польоту птахів, теоретично передбачив ряд можливих траєкторій польоту. У 1904 році Жуковський відкрив закон, що визначає підйомну силу крила літака; визначив основні профілі крил і лопатей гвинта літака; розробив теорію вихрових повітряного гвинта.
У 1902 році під його керівництвом при механічному кабінеті Московського університету була споруджена одна з перших у світі аеродинамічних труб, а в 1904 році в селищі Кучино, під Москвою, створений перший у Європі аеродинамічний інститут.
У грудні 1918 року за пропозицією Жуковського та за його активної участі Радянський уряд заснував Центральний аерогідродинамічний інститут (ЦАГИ), першим керівником якого він став. Одночасно були засновані теоретичні курси для військових льотчиків, перетворені потім у Московський авіаційний технікум. На його базі в 1920 році був створений Інститут інженерів Червоного повітряного флоту, з травня 1922 року став Військово-повітряною інженерною академією ім. Жуковського.
Похований на кладовищі Донського монастиря в Москві.

## Увічнення пам'яті
В ознаменування 50-річчя наукової діяльності Жуковського і великих заслуг його як «батька російської авіації» (за словами Леніна) в 1920 році був виданий декрет Ради Народних Комісарів за підписом В. І. Леніна про установу премії ім. М. Є. Жуковського за найкращі праці з математики і механіки, про видання праць Жуковського, а також про ряд пільг для самого вченого.
У зв'язку з 100-річчям з дня народження Жуковського в січні 1947 році Рада Міністрів СРСР заснувала 2 щорічних премії ім. М. Є. Жуковського, стипендії ім. М. Є. Жуковського для студентів старших курсів Московського університету, Московського авіаційного інституту і МВТУ ім. Баумана; у Москві і місті Жуковський Московської області споруджені пам'ятники Миколі Єгоровичу, створений науково-меморіальний музей Жуковського в Москві, реставрується музей на батьківщині Жуковського.
У 1978 році Харківському авіаційному інституту було присвоєне ім'я М. Є. Жуковського.

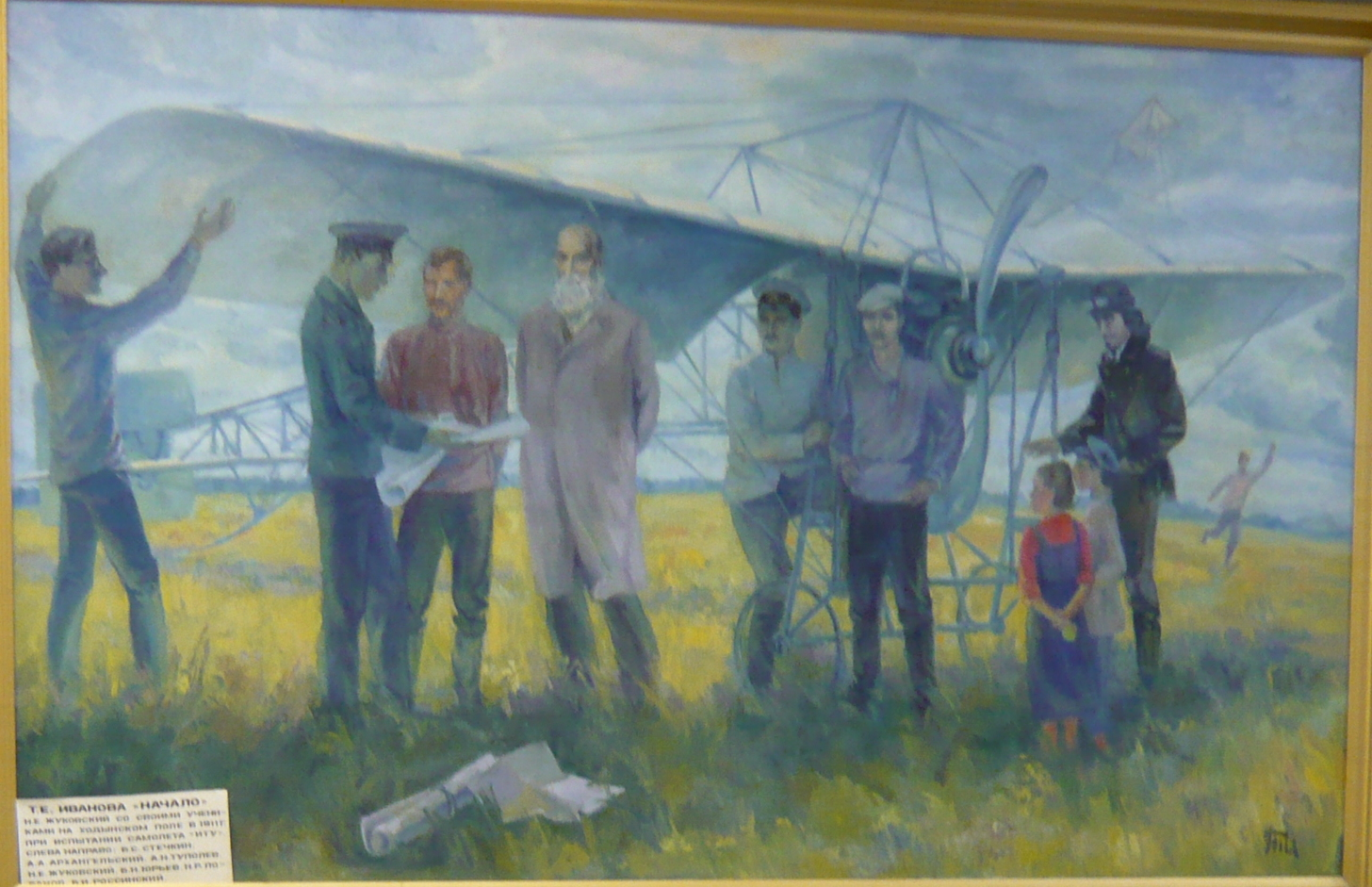
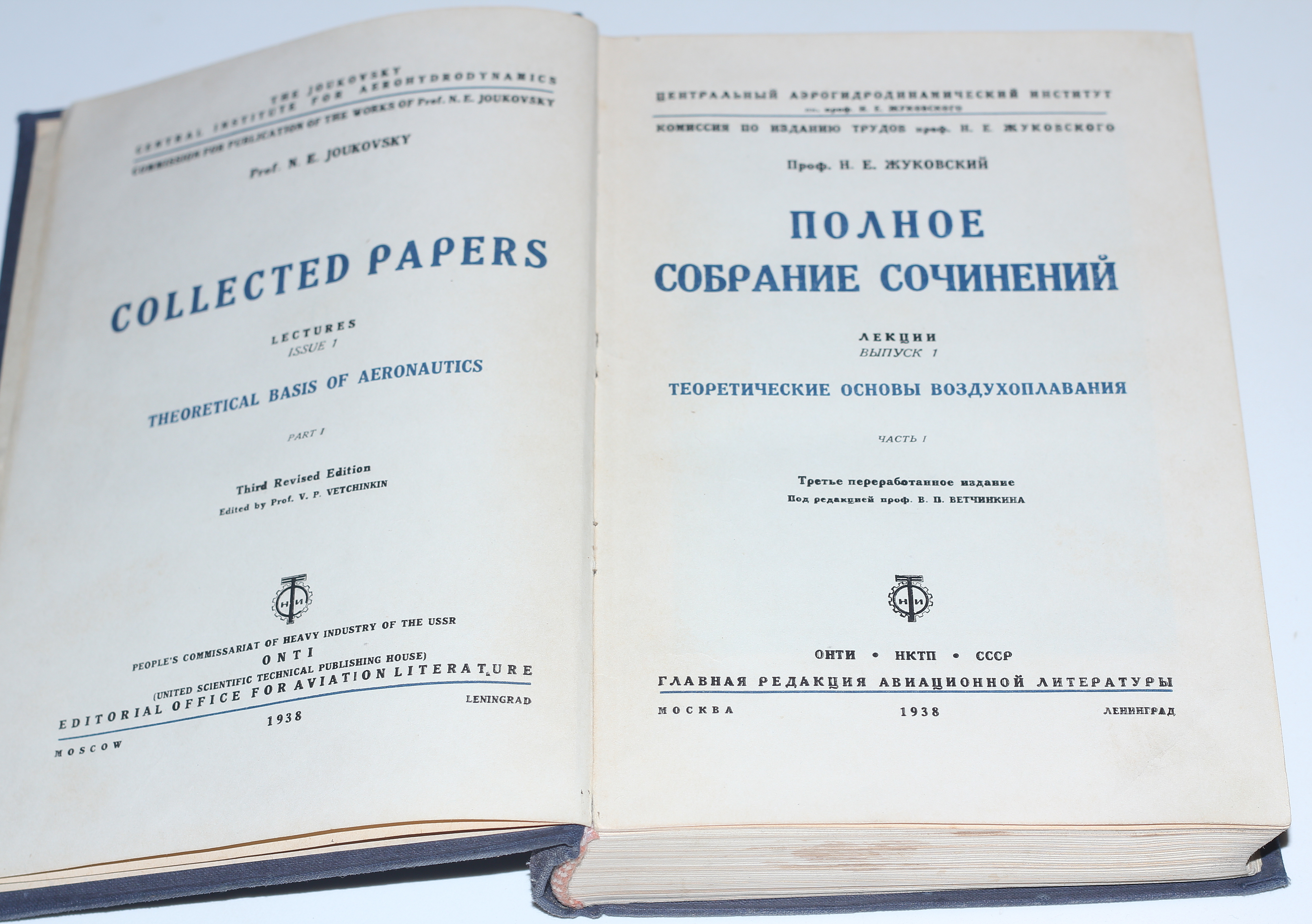
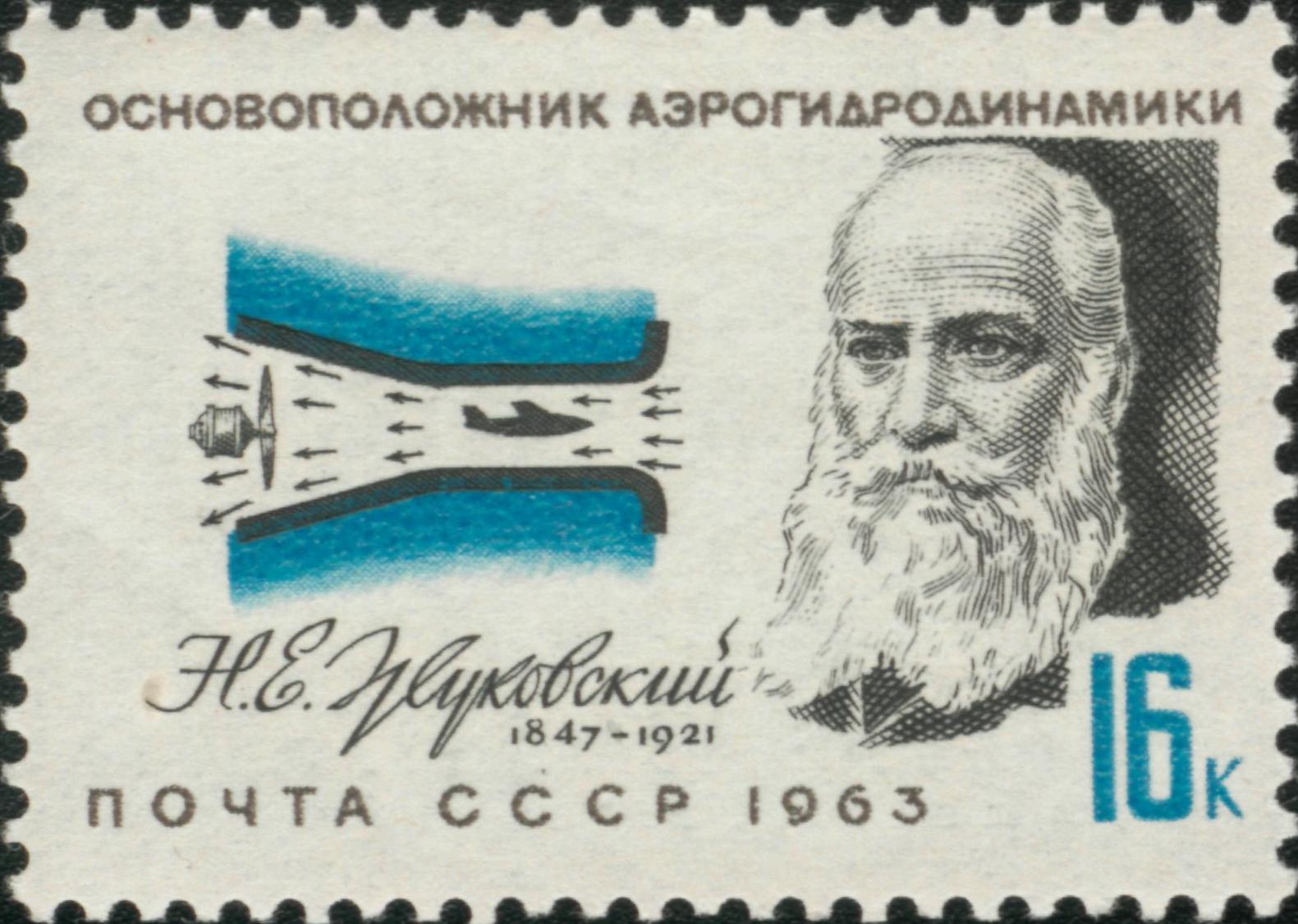